# Aknīste
Aknīste  est une ville dans le sud de la Sélonie en Lettonie. Elle est située sur les rives de la Dienvidsusēja, à 135 km de Riga et à 69 km de Daugavpils. Jusqu'à la réforme territoriale du 2009, la ville faisait partie du Jēkabpils rajons. Aujourd'hui, c'est le centre administratif de la municipalité d'Aknīste.

## Histoire
En 1918, Aknīste est rattachée à la Lituanie mais est échangée contre Palanga en 1921.
Le 18 juillet 1941, un Einsatzgruppen de nationalistes lettons massacre la communauté juive locale lors d'une exécution de masse. 98 % des 140 habitants Juifs du village sont tués avant l'arrivée des Allemands.

## Galerie

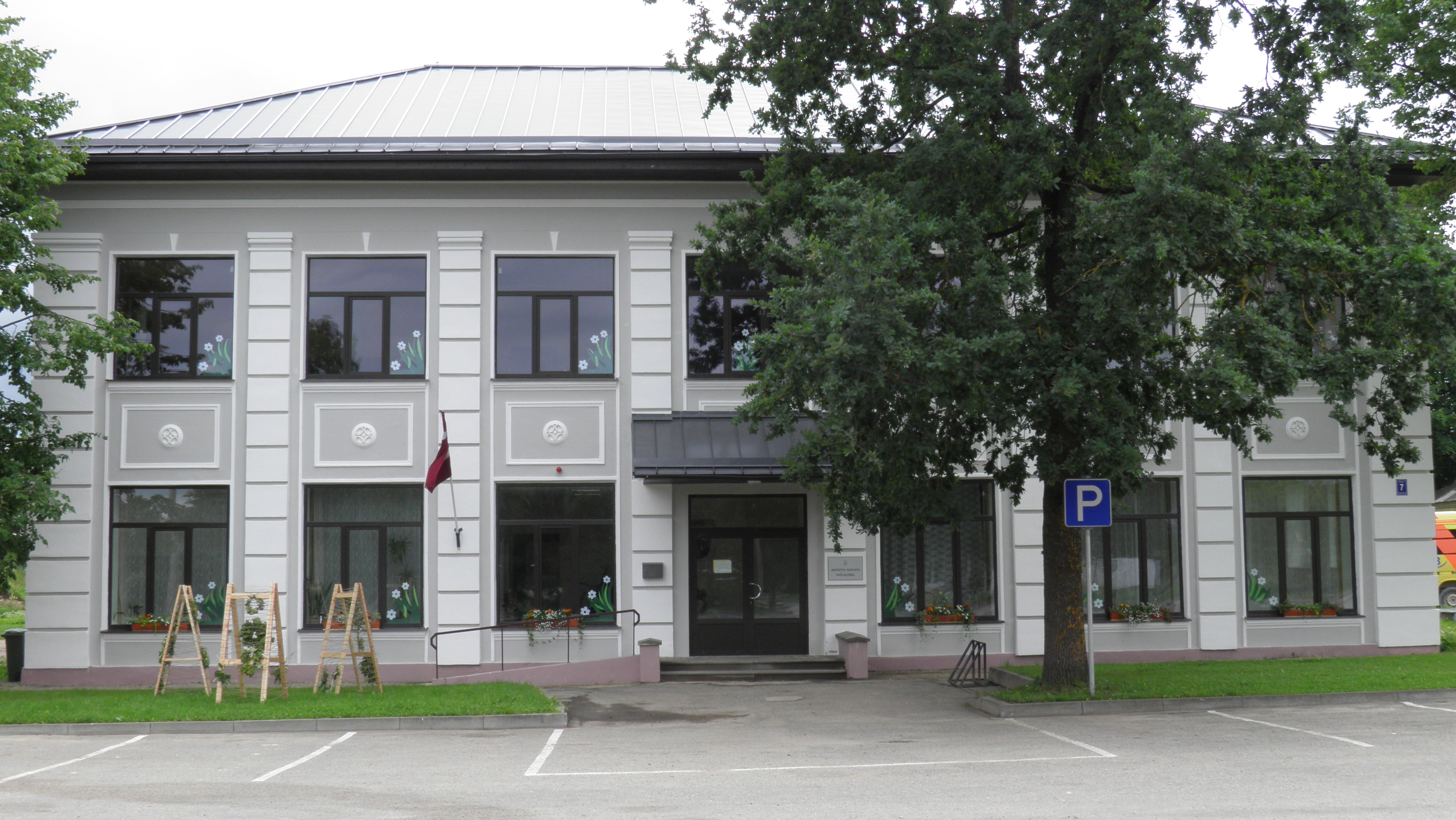
Bâtiment de la mairie d'Aknīste
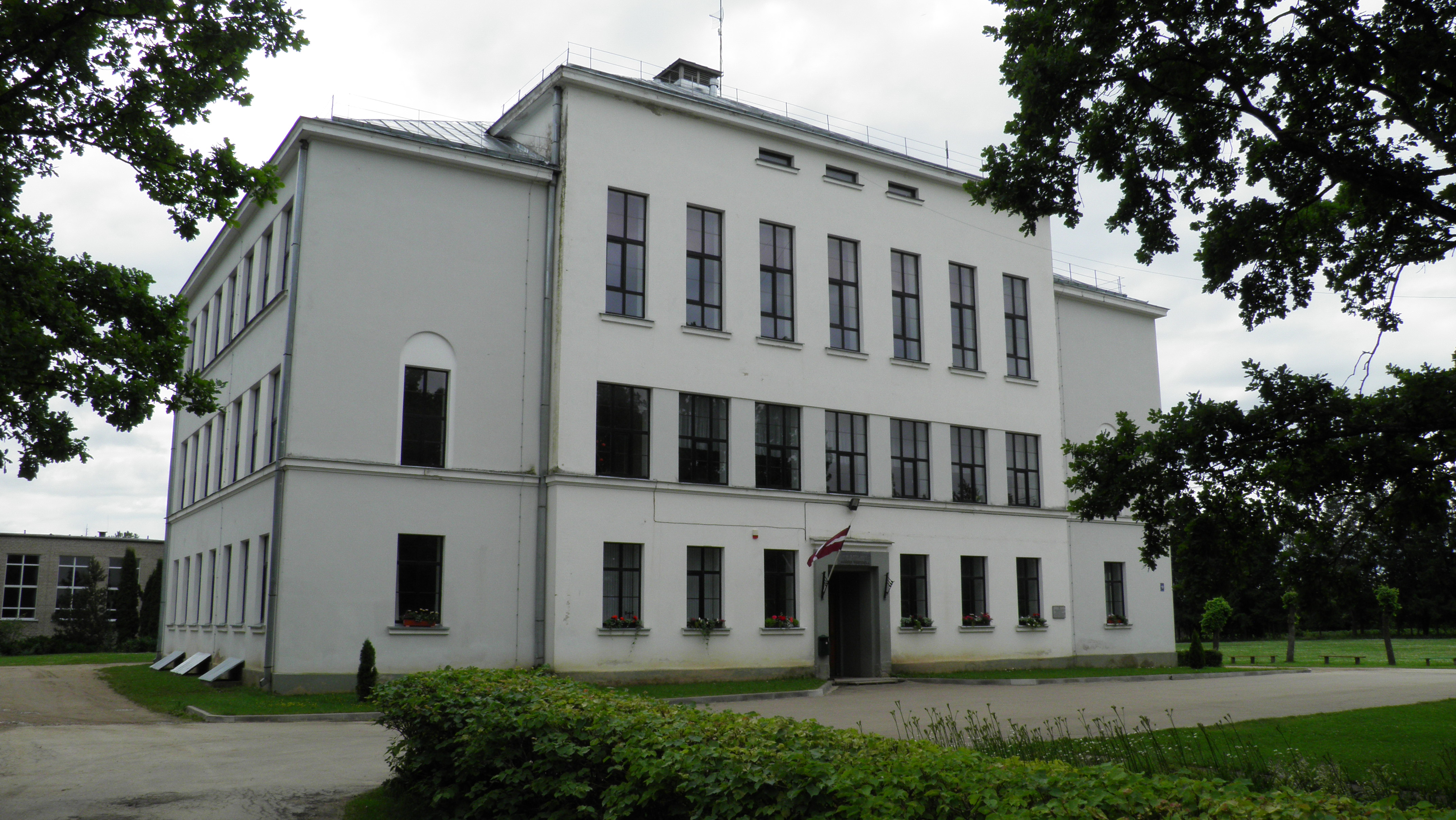
École d'Aknīste
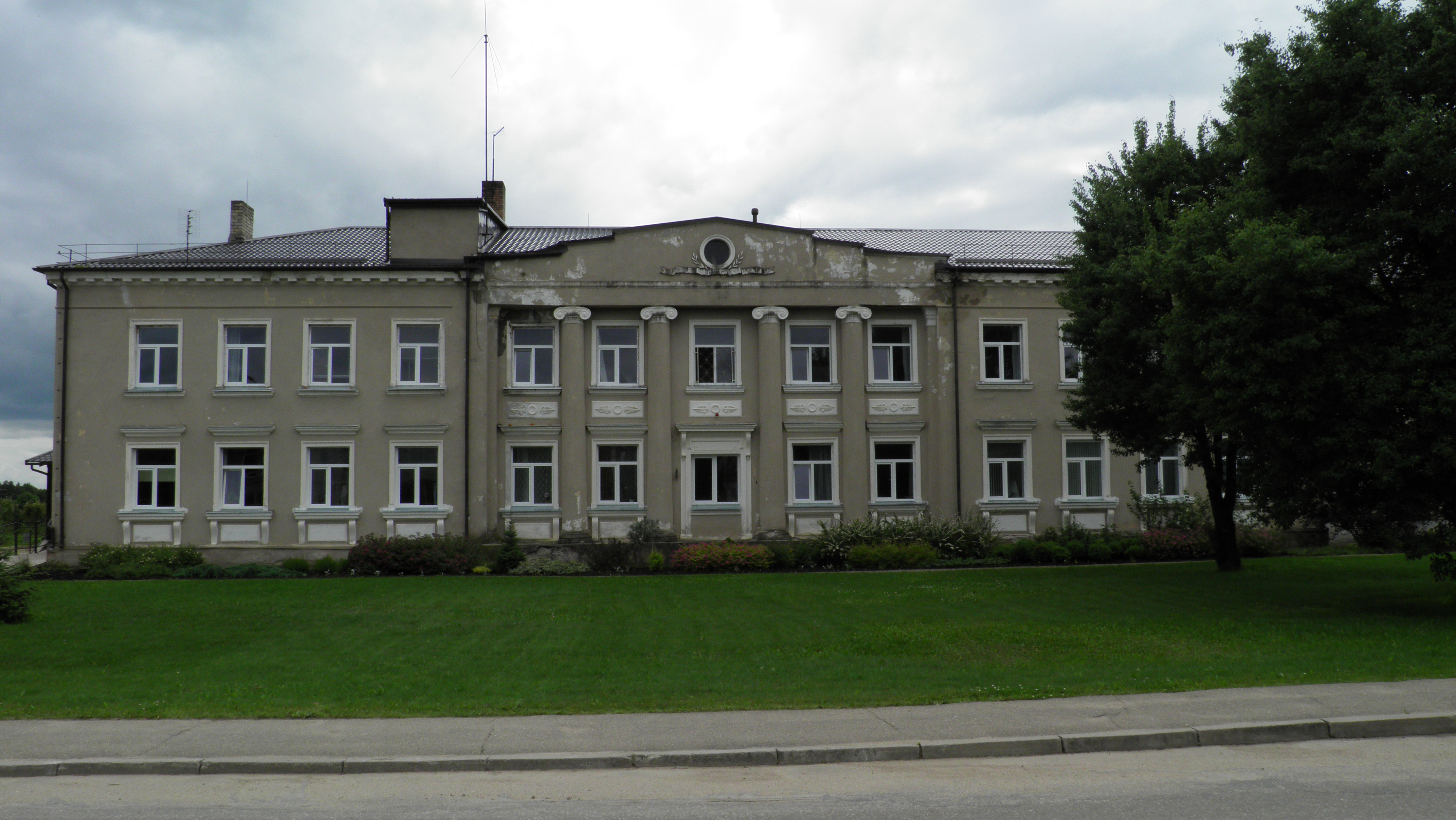
Hôpital d'Aknīste
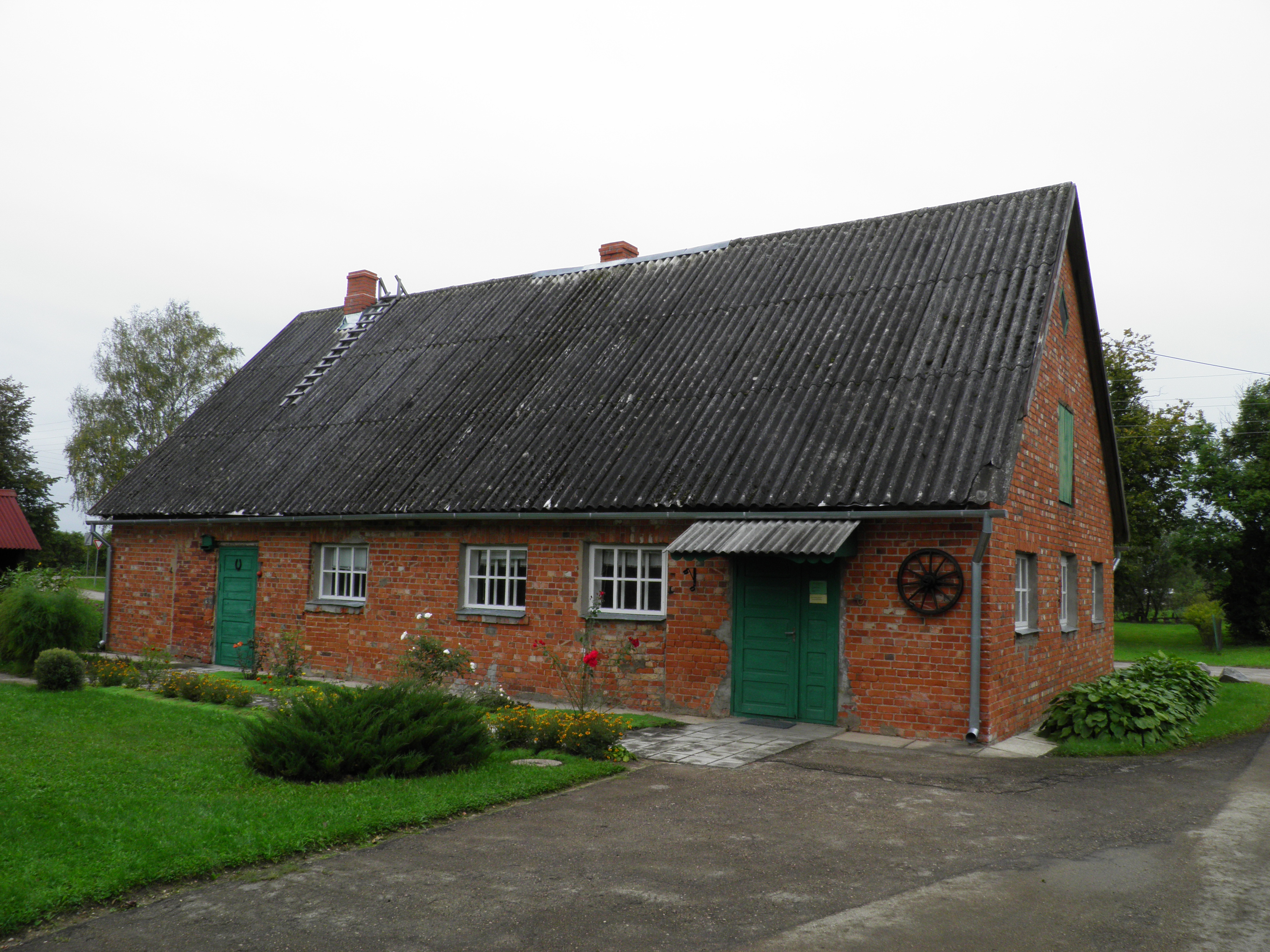
Musée d'histoire locale
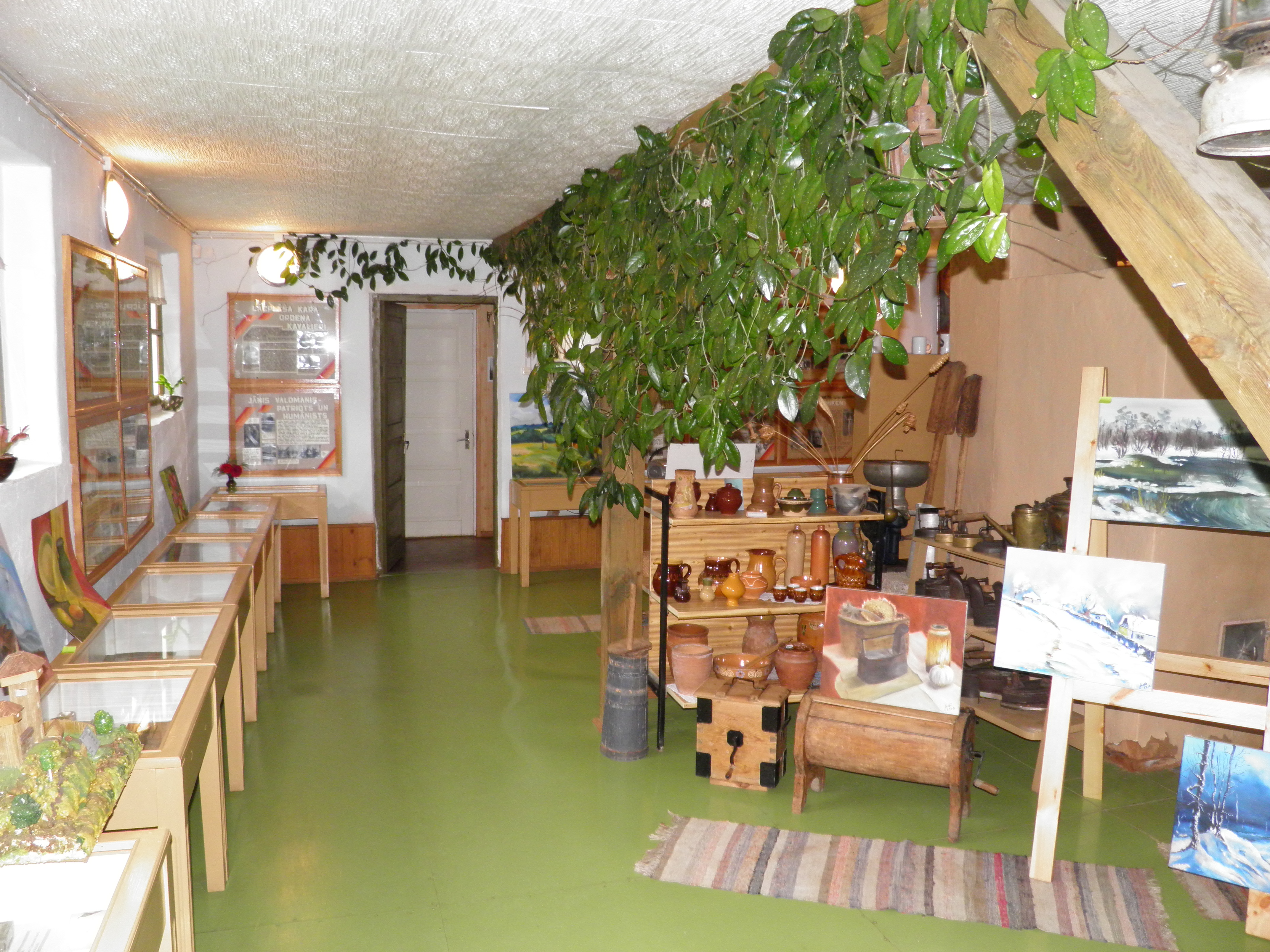
Intérieur du musée d'histoire locale
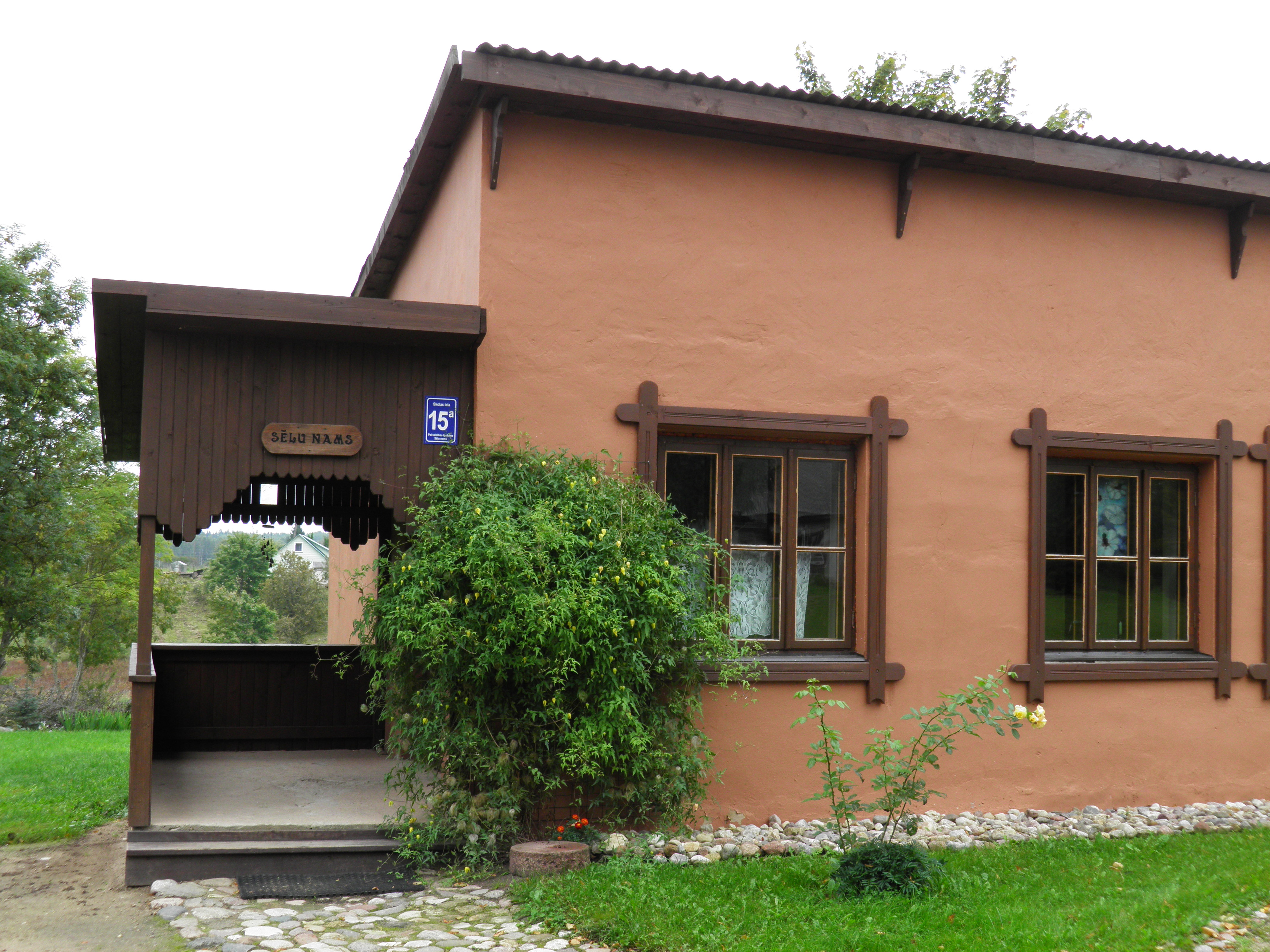
Atelier d'arts traditionnels et boulangerie "Sēļu nams"
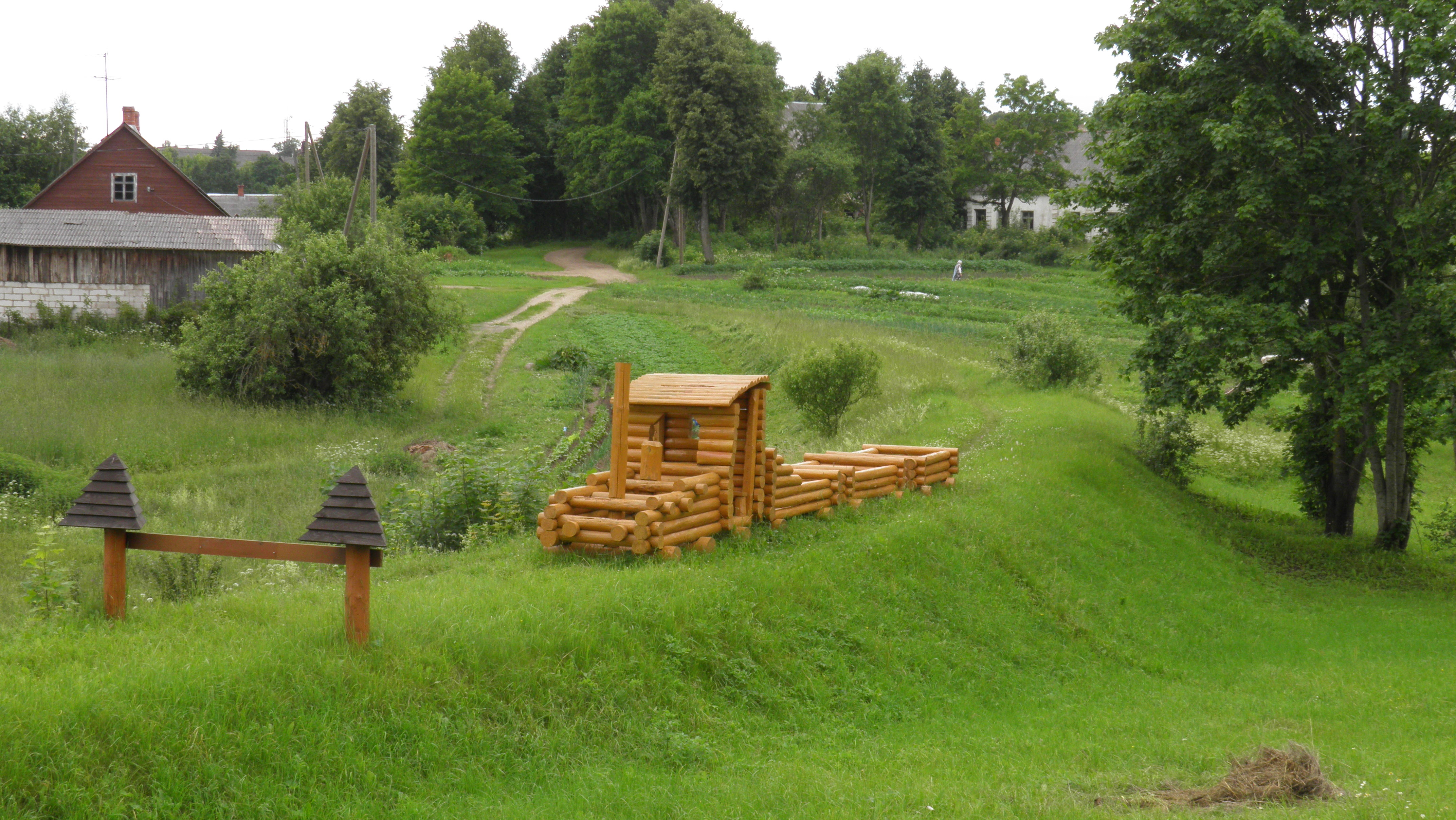
Parc Sēļu
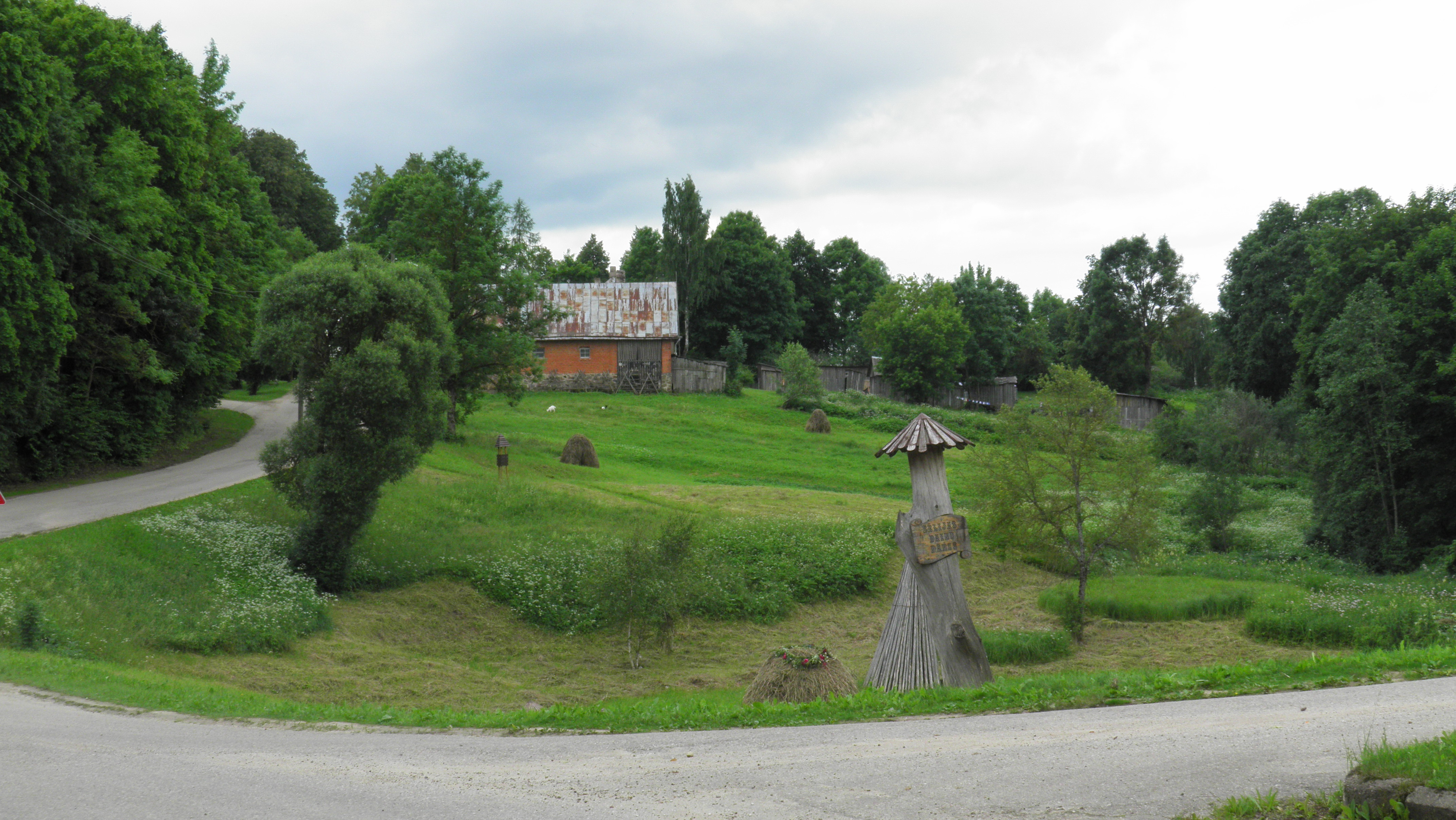
Parc Sēļu
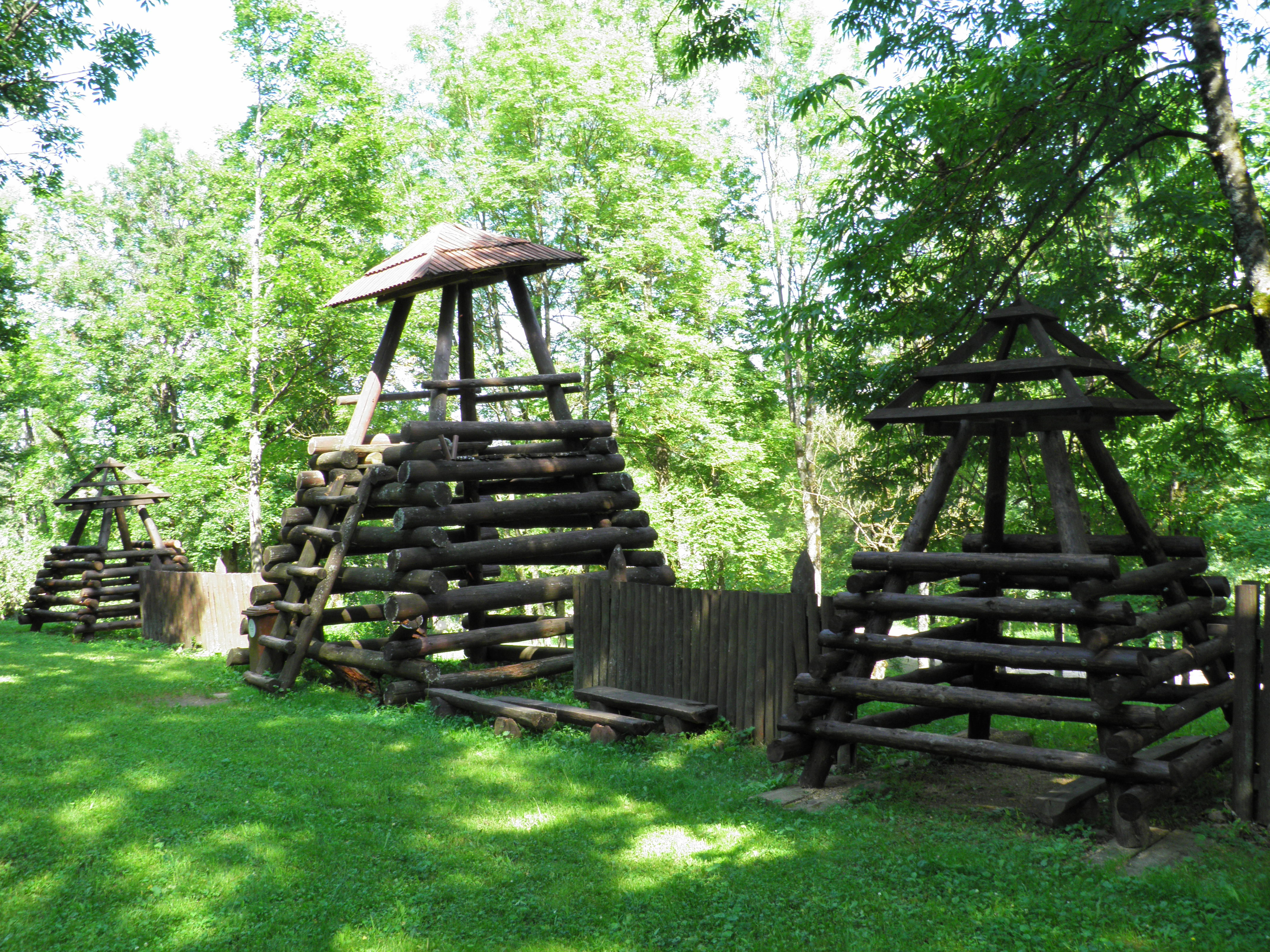
Forteresse en bois du parc Sēļu
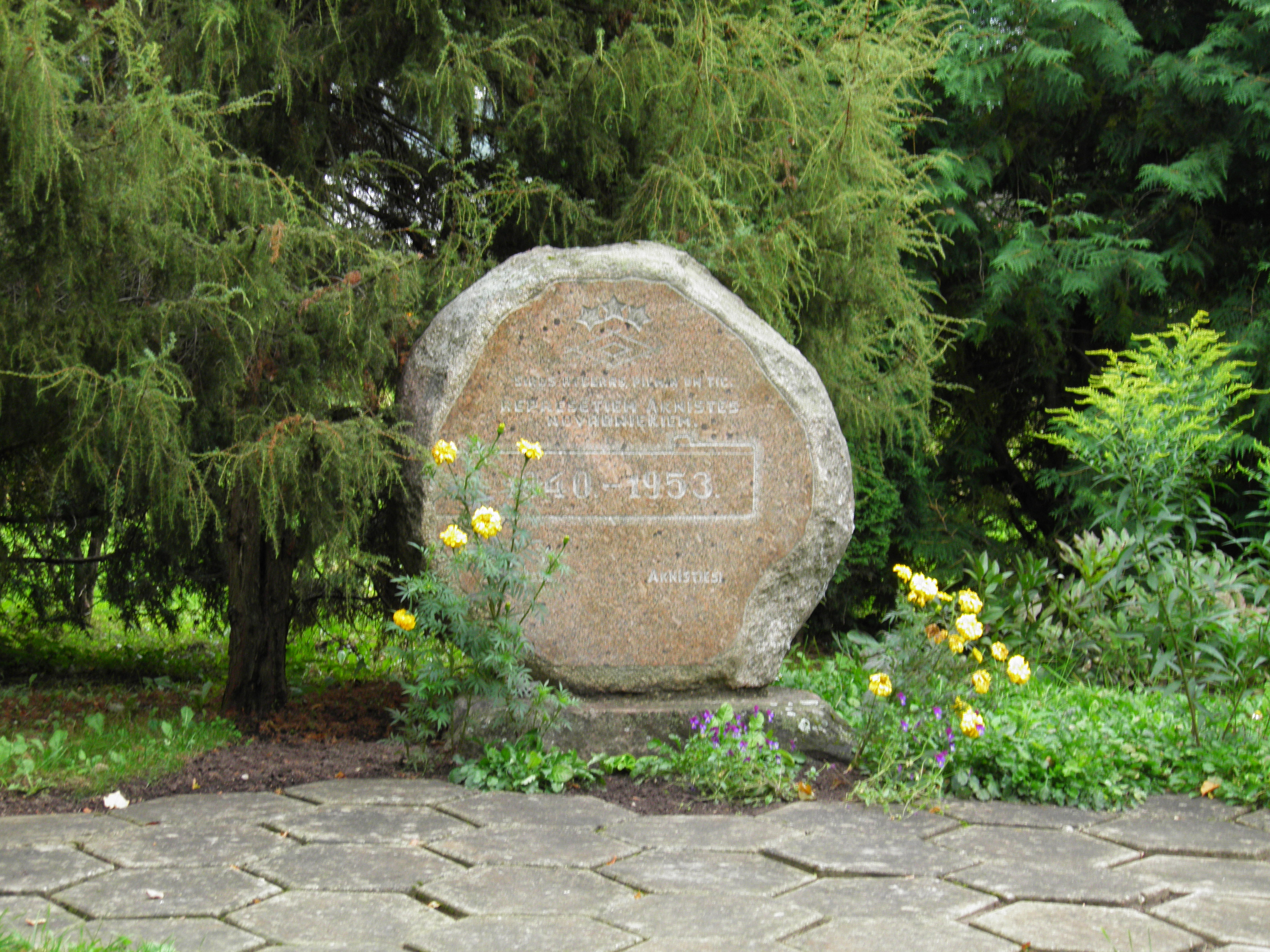
Mémorial aux victimes des déportations
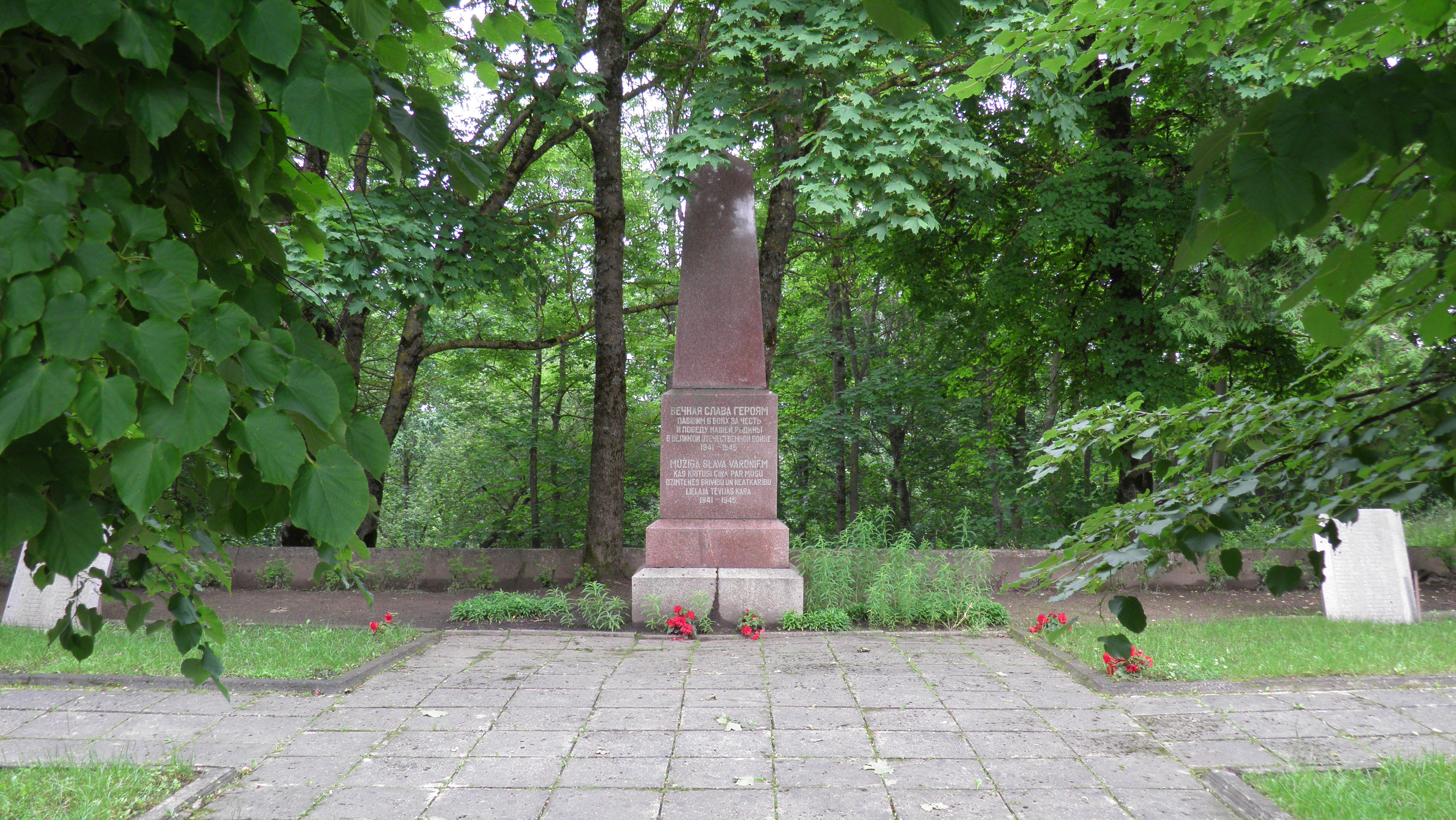
Mémorial aux morts pour la patrie
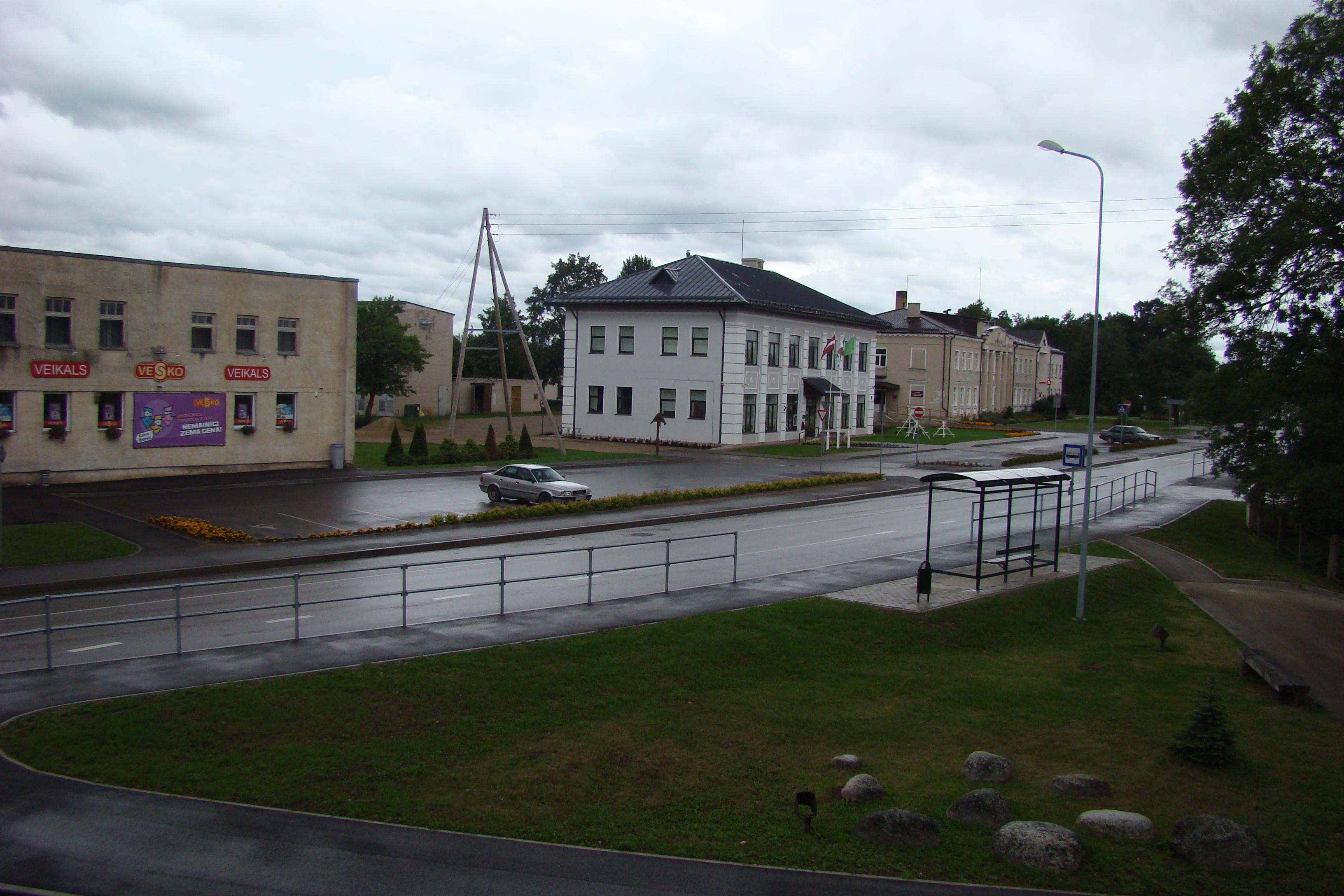
Vieux quartier
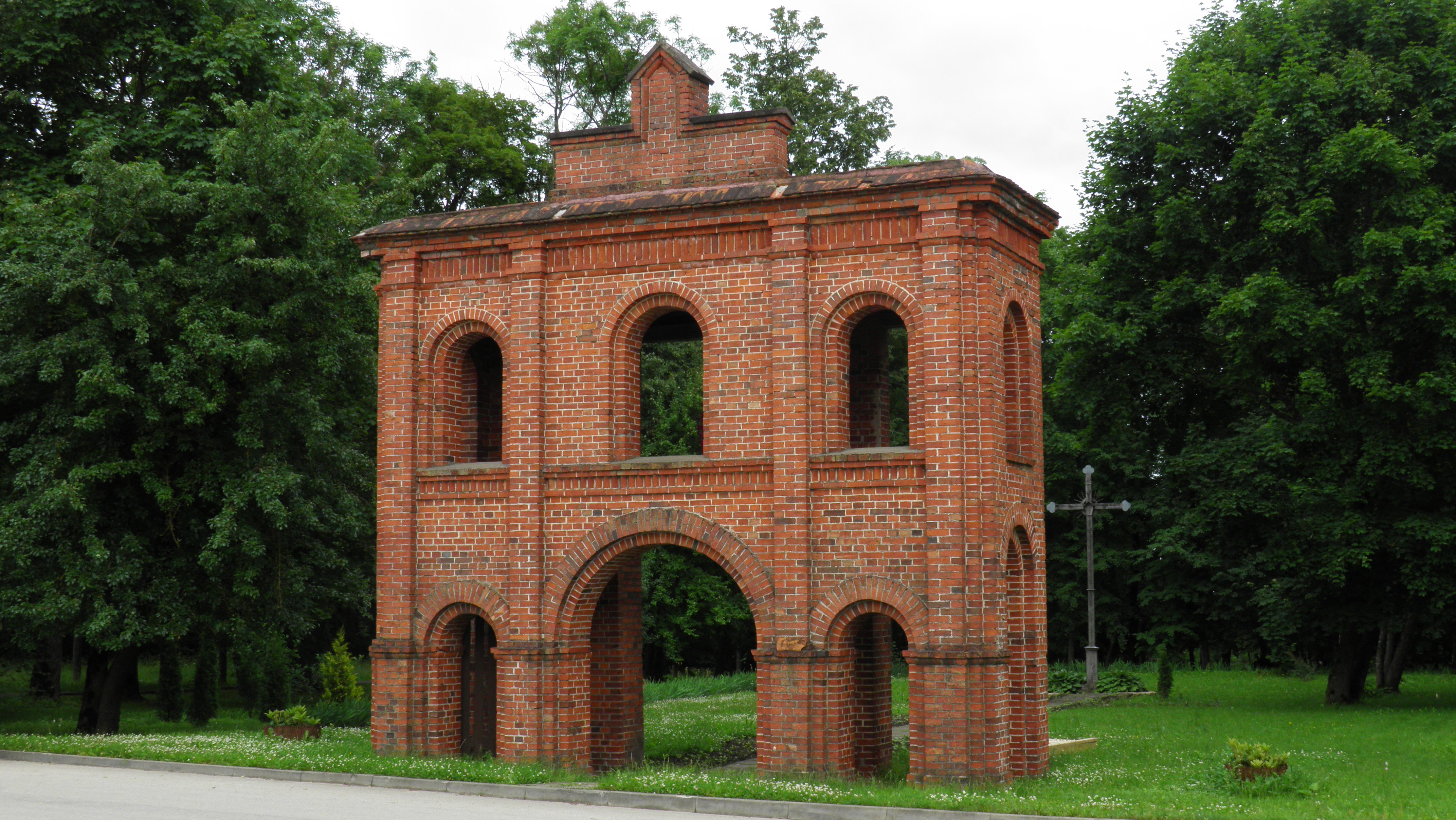
Portes du cimetière d'Aknīste
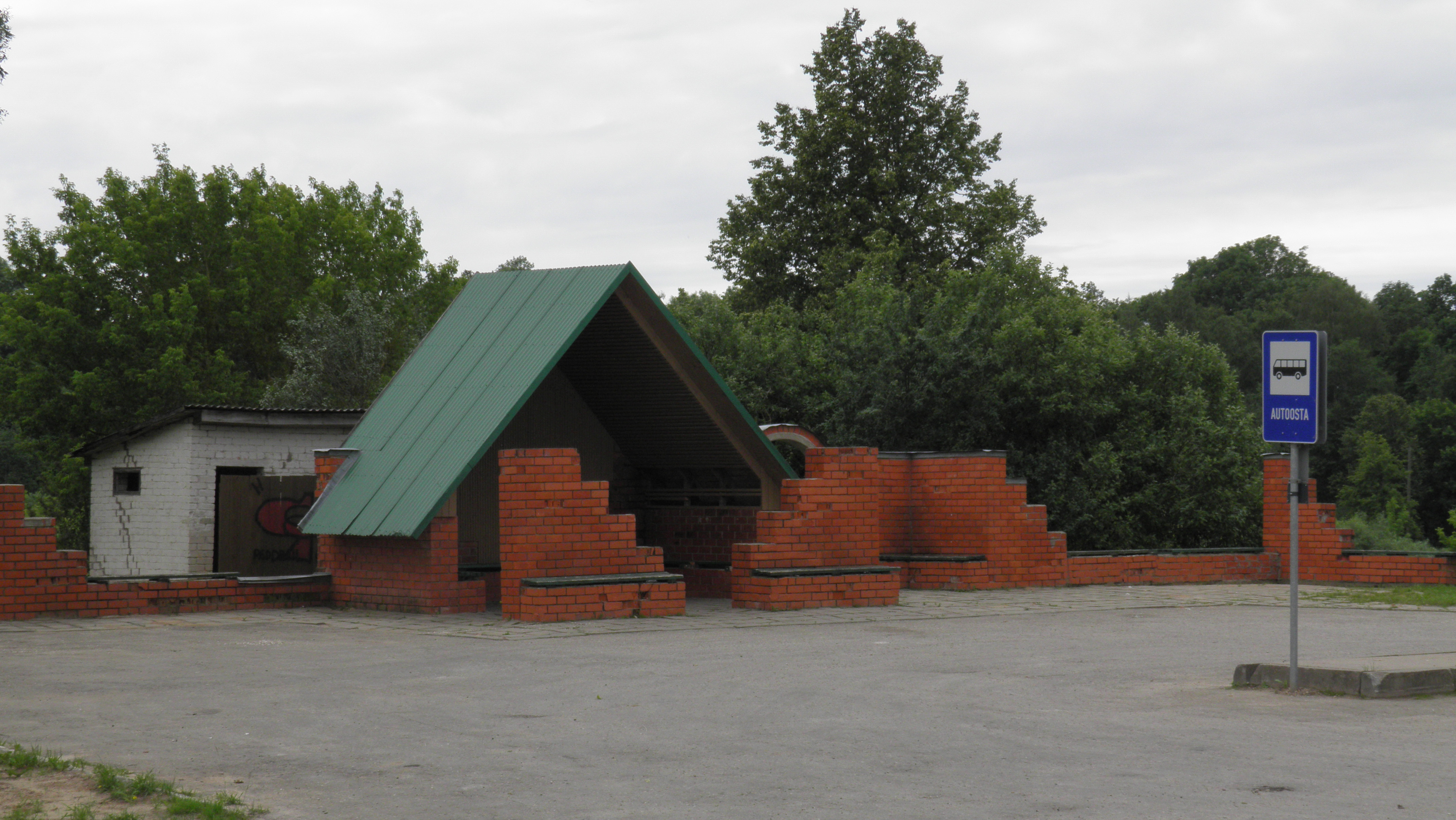
Gare routière d'Aknīste